# Gaular
Gaular is een voormalige gemeente in de Noorse provincie Sogn og Fjordane
De gemeente telde 2966 inwoners in januari 2017. Op 1 januari fuseerde Gaular met Førde, Jølster en Naustdal fuseerden tot de gemeente Sunnfjord, die werd opgenomen in de op dezelfde dag gevormde provincie Vestland.

## Plaatsen in de gemeente
- Bygstad
- Foss
- Hestad
- Sande
- Viksdalen

Årdal · Askvoll · Aurland · Balestrand · Bremanger · Eid · Fjaler · Flora · Førde · Gaular · Gloppen · Gulen · Hornindal · Høyanger · Hyllestad · Jølster · Lærdal · Leikanger · Luster · Naustdal · Selje · Sogndal · Solund · Stryn · Vågsøy · Vik

Gemeenten in de provincie bij de opheffing op 1 januari 2020